# Église Saint-Grégoire de Prunet
L'église Saint-Grégoire est une église située en France sur la commune de Prunet, dans le département de l'Ardèche en région Auvergne-Rhône-Alpes.

## Localisation
L'église est située sur la commune de Prunet, dans le département français de l'Ardèche.

## Historique
L'édifice est inscrit au titre des monuments historiques en 1965.

## Protection
L'église Saint-Grégoire fait l'objet d'une protection au titre des monuments historiques depuis 1965.